# ناصر الجوهر
ناصر الجوهر لاعب سابق ومدرب سعودي لكرة قدم.
هو ناصر جوهر عبد العزيز لاعب وقائد نادي النصر السعودي لعب خلال الفترة من عام 1959م حتى 1979م قبل أن يتحوّل للتدريب .
يعتبر الجوهر وكنيته (أبو خالد) من أفضل الذي لعبوا في مركز الظهير الأيمن في تاريخ الكرة السعودية مع ناديه والمنتخب، تميّز بتسجيله للأهداف خاصة في النهائيات ومباريات الحسم، وقد عمّر طويلاً في الملاعب الخضراء لفترة قاربت الـ 20 عامًا، اعتزل الكرة مع بداية الثمانينات الميلادية وأقيم له حفل تكريم شارك فيه نادي كاظمة الكويتي عام 1987م، بعد أن مثّل بلاده وفريقه في العديد من البطولات أبرزها أربع بطولات كأس خليج للمنتخبات منذ الدورة الأولى عام 1970م حقق الوصافة في اثنتان منها عامي 1972م و 1974م، كذلك حقق مع ناديه النصر 16 بطولة متتالية سجل خلال نهائياتها ومباريات الحسم فيها 9 أهداف تاريخية، أشهرها الهاتريك في نهائي كأس شهداء فلسطين عام 1968م أمام الغريم التقليدي الهلال، وعلى الرغم من لعبه كمدافع في مركز الظهير فقد كان هدافاً متمكناً ليصبح بذلك ظاهرة كروية لا تنسى.
هو الشقيق الأصغر لقائد النصر الأسبق سعد الجوهر.

## المسيرة التدريبية والإدارية
درب نادي النصر في موسم 1990-1991 وقاده للمنافسة على أربع بطولات خلال موسم واحد فحقق الوصافة في 3 بطولات هي بطولة الدوري والكأس السعودية وبطولة كأس الكؤوس الآسيوية ووصل نصف نهائي البطولة العربية، ودرب المنتخب السعودي لكرة القدم خلال فترات متعددة ومتقطعة منذ عام 2000 وحتى عام 2011 ، حقق خلالها وصافة أمم آسيا 2000 والتأهل لكأس العالم 2002 وبطولة كأس الخليج 2002 وذهبية دورة ألعاب التضامن الإسلامي 2005 وبطولة كأس الخليج الأولمبية 2008م ووصافة كأس الخليج 2009م.
البداية كانت في عام 2000 عندما عُين ناصر الجوهر كمساعد للمدرب التشيكي ميلان ماتشلا في كأس آسيا التي أقيمت في بلبنان وبعد الهزيمة في أول مباراة للمنتخب السعودي أمام اليابان بنتيجة 4-1 أقيل المدرب التشيكي واختير بدلاً منه ناصر الجوهر الذي استطاع أن ينتشل المنتخب السعودي من الحالة النفسية التي كان فيها وقاد المنتخب إلى أن وصل للمبارة النهائية أمام اليابان والتي فازت فيها اليابان بنتيجة 1-0 بعد أن ضيع المنتخب السعودي ضربة جزاء
بعد ذلك قاد المنتخب في مشوار تصفيات كأس العالم بعد إقالة الصربي سلوبودان سانتراتش بعد المباراة الأولى ونجح في السير بالمنتخب خلال التصفيات والتأهل للنهائيات كأول مدرب وطني يحقق ذلك بعد مشوار تصفيات طويل، إذا ما اعتبرنا تأهل المنتخب عام 1994م مع المدرب الوطني محمد الخراشي أنه جاء بعد تدريبه لآخر مباراة في التصفيات فقط.
بعدها مباشرة درب الجوهر المنتخب السعودي في دورة الخليج التي أقيمت في الرياض 2002 وتمكن من قيادة المنتخب للفوز بالبطولة بعد كسب المباراة الأخيرة أمام قطر بنتيجة 3-1 كأول بطولة تتحقق على أرض المملكة.
ثم واصل مشواره التدريبي للمنتخب في نهائيات كأس العالم 2002 م وعلى الرغم من تخوف البعض من هذه المغامرة التي قام بها الاتحاد السعودي إلا أنه أعطي الثقة كاملة وبعد عدة معسكرات كان موعد الاختبار الأول أمام ألمانيا صاحبة التاريخ العريق في كرة القدم فكانت النتيجة التاريخية بالهزيمة بثمانية أهداف مقابل لا شئ وأحدثت هذه المبارة ضجة كبيرة في الشارع الرياضي السعودي حيث واجه الجوهر سيل من الانتقادات الحادة بسبب سوء اختيار التشكيل من البداية ومجاملته لبعض اللاعبين على حساب الأفضل والأكثر انضباطاً، والغريب أن بعض وسائل الإعلام التي كانت تدعمه قبل ذلك انقلبت عليه بعد أن رأت ردة الفعل القوية خاصة بعد توجيهات الملك حينها بإعادة النظر والعمل على الإصلاح والتجديد في المنتخب والرياضة عموماً.
في عام 2005م عاد ناصر الجوهر لتدريب المنتخب في دورة ألعاب التضامن الإسلامية المقامة في جدة واستطاع قيادة المنتخب لتحقيق ذهبية كرة القدم بعد الفوز على المغرب 1\0 في النهائي.
أما عام 2008م فقد أختير فيه الجوهر لتدريب فريقه النصر أمام ريـال مدريد في اعتزال وتكريم الأسطورة الآسيوية ماجد عبد الله وفي كرنفال جماهيري عالمي سجّل فيه النصر بقيادة الجوهر نتيجة تاريخية في مرمى النادي الملكي الإسباني قوامها 4-1، ليرد بذلك الجوهر الجميل لماجد الذي سبق وأن شارك في اعتزال وتكريم الجوهر قبل عشرين عامًا.
وفي عام 2009م كان المنتخب الأول على موعد مع العودة الثانية للجوهر لتدريبه وذلك في كأس الخليج 2009م في عمان وتمكن من قيادة الأخضر للمباراة النهائية التي خسرها بركلات الترجيح أمام أصحاب الأرض والجمهور.
وكان قبلها بعام قد عُين خلفاَ لمواطنه بندر الجعيثن في تدريب المنتخب الأولمبي بعد إخفاقات متكررة في بداية تصفيات أولمبياد بكين فاستلم الجوهر آخر ثلاث مباريات في التصفيات وكاد أن يصل بالمنتخب للنهائيات حيث كان بينه وبين التأهل 3 نقاط يحصل عليها من منتخب اليابان في المباراة الأخيرة في اليابان لكن التعادل السلبي حال دون ذلك، لكنه عوضها بعد أشهر قليلة بالفوز بأول كأس خليجية للمنتخبات الأولمبية عام 2008م كإنجاز تاريخي يسجل له وللمنتخب.
وفي التصفيات التمهيدية لـ لكأس العالم 2010 م في جنوب أفريقيا واصل الجوهر دوره كمنقذ وحاول قدر الإمكان إعادة المنتخب السعودي وزرع الثقة في نفوس اللاعبين خاصة بعد إقالة المدرب البرازيلي هيليو سيزار أنجوس فعاد بانتصار من سنغافورة بهدفين للاشي وفي مباراة رد الدين لأوزباكستان فاز بنتيجة 4ـ0 . وبعدها قاد المنتخب السعودي في المرحلة الأولى من التصفيات النهائية لكأس العالم عن قارة آسيا وبعد فوز وتعادل أمام الإمارات وإيران كانت الهزيمة من الكوريتين الجنوبية والشمالية بمثابة عقد الفراق فقدم الجوهر استقالته من تدريب المنتخب السعودي، عين بعدها مستشاراً في الاتحاد السعودي لكرة القدم وما يزال.
لكنه أعيد لتدريب المنتخب في نهائيات كأس آسيا الأخيرة عام 2011م بعد أن خسر الأخضر اولى مبارياته أمام سوريا والتي على إثرها أقيل البرتغالي بيسيرو والذي كان قد حل بديلاً عن الجوهر قبل عام واحد فقط! ، ولأن الجوهر لا يملك عصاً سحرية بالنظر للمدة الزمنية الضيقة التي عُين فيها وكمّية الأخطاء الكارثية خاصة الأسماء المختارة لتمثيل المنتخب من قبل بيسيرو وحالة الفوضى التي كانت تعم اللاعبين لدرجة أنهم اختلفوا حتى في شارة الكابتنية! ، فقد تعرض المنتخب لخسارة ثانية أمام المنتخب الأردني بهدف وبعدها كان من الطبيعي أن تأتي الخسارة أمام اليابان وإن كانت بنتيجة قاسية 5-0 هي الأولى من نوعها وعددها في تاريخ مشاركات المنتخب السعودي في نهائيات أمم آسيا ليخرج المنتخب السعودي مبكراً من المسابقة للمرة الثانية في تاريخه وليستقيل مجدداً ناصر الجوهر من منصبه بعد أسبوعين فقط من تعيينه . ليعود لممارسة مهامه كمستشار للاتحاد السعودي والمنتخبات السعودية.
- ما زال المدرب ناصر الجوهر يفتخر بأنه لم يخسر مباراة واحدة من أي منتخب خليجي في وقتها الأصلي لذلك كان له عدة ألقاب منها قاهر الخليج وصائد البطولات ومدرب الطوارئ بحكم الاستعانة به غالباً في أوقات حرجة عند أي إخفاق لأي مدرب مع المنتخب.
- يعتبر ناصر الجوهر بلا شك أحد أبرز المدربين الذين مروا على كرة القدم السعودية حتى وإن حدث اختلاف حول طريقته في اللعب أو اختياره للتشكيل إلا أن الجميع يتفق على أنه أحد أفضل المدربين الذين مروا على الكرة السعودية.
- لن ينسى الجميع أفضل اللحظات التي عاشوها مع الجوهر أو التي مرت على الجوهر نفسه إبّان تدريبه للمنتخب سواء التأهل لكأس العالم كأول وطني يحقق ذلك بعد تصفيات كاملة أو الفوز بذهبية الألعاب الإسلامية كأول لقب كروي في تاريخ هذه البطولة أو تحقيق كأس الخليج في الرياض كأول بطولة تتحقق على أرض الوطن.

## بطولاته ومنجزاته كلاعب مع النصر السعودي
دوري المحترفين السعودي
- 1966,1967,1968,1969,1970,1971,1972,1974,1975

كأس ولي العهد السعودي
- 1973,1974

كأس خادم الحرمين الشريفين
1974,1976
كأس الاتحاد السعودي
1976
- بطولة الدوري العام 1966م أمام الشباب
- بطولة الدوري العام 1967م أمام نجمة الرياض وسجل هدفاً
- بطولة الدوري العام 1968م أمام الهلال
- كأس شهداء فلسطين 1968م أمام الهلال وسجل هاتريك
- بطولة الدوري العام 1969م أمام الشباب
- بطولة الدوري العام 1970م أمام الشباب وسجل هاتريك
- بطولة الدوري العام 1971م أمام الهلال وسجل هدفاً
- بطولة الدوري العام 1972م أمام الهلال
- بطولة الشرقية 1972م أمام القادسية
- كأس ولي العهد 1973م أمام الوحدة
- بطولة الدوري العام 1974م أمام الهلال وسجل هدفاً
- كأس الملك 1974م أمام الأهلي
- كأس ولي العهد 1974م أمام الأهلي
- بطولة دوري المملكة 1975م أمام الهلال (أول دوري شامل يقام على مستوى المملكة كلها)
- كأس الملك 1976م أمام الأهلي
- كأس الاتحاد 1976م أمام الأهلي (أول كأس اتحاد في تاريخ المملكة)

## بطولاته ومنجزاته كمدرب للمنتخبات السعودية
- وصيف بطل آسيا 2000م أمام اليابان
- التأهل لكأس العالم 2002م أمام تايلند
- بطل كأس الخليج 2002م أمام قطر (أول بطولة تتحقق على أرض المملكة)
- ذهبية ألعاب التضامن الإسلامية 2005م أمام المغرب
- بطل كأس الخليج الأولمبية 2008م (أول بطل في تاريخ كأس الخليج الأولمبية)
- وصيف بطل الخليج 2009م أمام عمان

## اعتزاله لعب كرة القدم
اعتزل ناصر الجوهر لعب كرة القدم مع ناديه والمنتخب عام 1979م وأقيم له حفل اعتزال وتكريم في ملعب الملز في الرياض عام 1987م في يوم الإثنين 22\3\1407هـ وشارك مع فريقه النصر السعودي أمام فريق كاظمة الكويتي في مباراة شارك فيها أسطورة كرة القدم الآسيوية ماجد عبد الله وأسطورة كرة القدم الأفريقية محمود الخطيب وانتهت بالتعادل 2\2 سجل للنصر ماجد عبد الله وسعيد القحطاني وسجل للفريق الكويتي جمال يعقوب وصالح المسند، وقد نقلت المباراة على الهواء مباشرة عبر التلفزيون السعودي.

## وصلات خارجية
- ناصر الجوهر على موقع قاعدة بيانات كرة القدم.إي يو (الإنجليزية)
- ناصر الجوهر على موقع ناشيونال فوتبول تيمز (الإنجليزية)
- ناصر الجوهر على موقع Soccerway.com (الإنجليزية)
- ناصر الجوهر على موقع عالم كرة القدم.نت (الإنجليزية)
- ناصر الجوهر على موقع كووورة

- اعتزال اللاعب ناصر الجوهر عام 1987م